# Ametryn

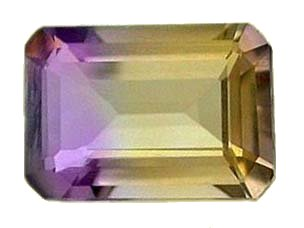
ametryn

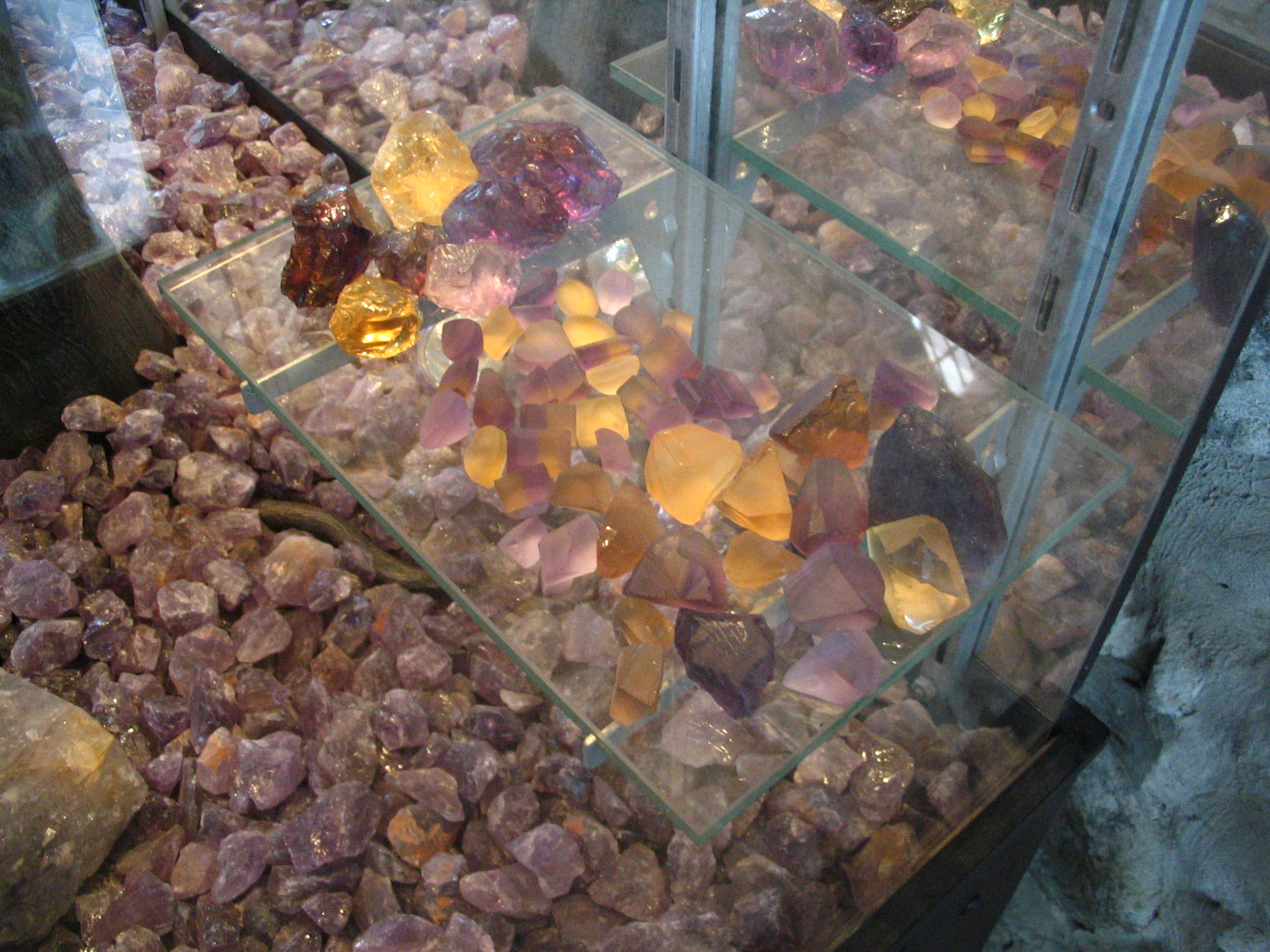
ametryny

Ametryn – dwubarwna, fioletowo-żółta odmiana kwarcu, będąca jednocześnie ametystem i cytrynem (sztucznie ametryn wytwarza się ze stopów tych dwóch minerałów). Granica między tymi dwiema barwnymi odmianami jest zazwyczaj nieostra (stopniowa).
Jedyne złoża o znaczeniu gospodarczym znajdują się w Boliwii i Brazylii.
W 1994 roku na rynku pojawił się ametryn syntetyczny.